# Panorpa liui
Panorpa liui är en näbbsländeart som beskrevs av Hua 1997. Panorpa liui ingår i släktet Panorpa och familjen skorpionsländor. Inga underarter finns listade i Catalogue of Life.